# Antonio Savasta
Antonio Savasta (Catania, 22 agosto 1873 – Napoli, 2 dicembre 1959) è stato un compositore italiano.

## Biografia
Antonio Savasta nacque a Catania nel 1873, figlio di Rosario e Francesca Paola Virgillito. La coppia ebbe altri tre figli: Domenico, Rosa e Adele. Dopo aver frequentato, con scarsi risultati, l’Istituto Tecnico della sua città natale, al quale si iscrisse per volere del padre, quest’ultimo si convinse ad assecondare le palesi attitudini musicali del figlio. Il giovane Savasta venne quindi iscritto al Conservatorio di San Pietro a Majella di Napoli dove fu allievo di Camillo De Nardis per l'armonia e di Nicola d'Arienzo per il contrappunto.
Allora il Conservatorio napoletano era diretto dal catanese Pietro Platania il quale ebbe modo di apprezzare, fin da subito, il talento del suo giovane conterraneo.
All’età di 17 anni, non ancora diplomato, vinse il concorso per la cattedra di armonia presso il Regio Istituto Musicale di Firenze (oggi Conservatorio Luigi Cherubini), incarico che non poté assumere a causa della giovane età.
Ancora studente, fu nominato “maestrino”, cioè assistente, del suo insegnante Nicola D’Arienzo.
Dopo il diploma di composizione, conseguito il 10 luglio del 1897, Savasta iniziò a svolgere attività didattica e compositiva.
Nel 1901 vinse la medaglia d’argento al concorso della Real Accademia di Santa Cecilia di Roma col suo Quintetto in Sib maggiore, composto nel 1899. Il lavoro venne eseguito, il 2 marzo del 1903, presso la suddetta Accademia alla presenza della regina Elena. Al pianoforte Giovanni Sgambati.
In quegli anni venne invitato più volte, dal nuovo direttore del Conservatorio napoletano Giuseppe Martucci, a far parte della commissione d’esame per il diploma di composizione.
Nel 1906 compose la sua prima opera, Vera, su libretto di G. B. De Seta, che ottenne un buon successo al Teatro Massimo Vincenzo Bellini di Catania nel 1913. La pubblicazione dell’opera venne curata da «Ricordi».
Nel 1910 fu la volta del poema sinfonico di ispirazione carducciana Jaufré Rudel, eseguito al Teatro di San Carlo di Napoli nel 1918. Nel 1915 Savasta successe al suo insegnante D’Arienzo nella cattedra di composizione del Conservatorio napoletano. In questo periodo videro la luce l’opera Galatea (1915-16), su libretto di G. Di Stefano e G. Villaroel, le Tre Liriche su versi di Giovanni Pascoli (Ricordi, 1919), il Notturno per pianoforte e il Preludio per orchestra.
Durante la prima guerra mondiale perse il fratello Domenico, caduto presso Ronchi il 22 novembre 1915.
Da allora intensificò la sua attività didattica e compositiva. Dopo essere stato nominato vice-direttore del Conservatorio di Napoli (direttore Francesco Cilea), Savasta compose tre lavori per orchestra: Ouverture (1916), Polifemo (1918) e Sinfonia (1920). Tra gli allievi di quegli anni Achille Longo, Terenzio Gargiulo, Renato Parodi, Mario Pilati, Barbara Giuranna e Alfredo Sangiorgi.
Il 21 aprile del 1920 andò in scena, al Teatro Bellini di Catania, la prima di Galatea che riscosse ampi consensi.
Nel dicembre del 1925 venne nominato direttore del Regio Conservatorio di Palermo. Nel 1927, dopo aver sposato Assunta Caccavale (Napoli, 1894-1979), si trasferì nel capoluogo siciliano, chiamato a succedere a Giuseppe Mulè.
Nel Conservatorio palermitano, oltre a ricoprire la carica di direttore, tenne per sette anni la cattedra di composizione. Nacque così una “scuola savastiana” presso la quale si formarono, tra gli altri, il musicologo catanese Francesco Pastura e il direttore d’orchestra e compositore palermitano Ottavio Ziino.
Da direttore Savasta riordinò la biblioteca e ampliò la Sala Scarlatti (oggi Sala Franco Ferrara).
Durante il soggiorno palermitano, Savasta strinse amicizia con alcuni colleghi illustri, tra cui Francesco Cilea, conosciuto a Napoli diversi anni prima, e Ottorino Respighi.
Nel 1931, Vittorio Emanuele III lo nominò “Commendatore dell’Ordine della Corona d’Italia”.
Nel 1933 Savasta fu nominato commissario d’esame presso il Liceo Musicale, oggi Conservatorio, “Benedetto Marcello” di Venezia.
Nel 1935, in occasione del primo centenario della morte di Vincenzo Bellini, fece parte della giunta esecutiva per le celebrazioni.
Nel 1939, infine, Savasta venne collocato a riposo col titolo di “Grande Ufficiale dell’Ordine della Corona d’Italia”.
Conclusa l’attività didattica, il musicista catanese si stabilì definitivamente a Napoli, in via Ligorio Pirro n. 10, al Vomero.
Sono anni bui, anni di stasi dal punto di vista artistico e pieni di difficoltà anche economiche.
Nella stagione 1948-49, il Teatro San Carlo di Napoli riprese la sua Galatea che ottenne un buon successo.
Da allora iniziò ad accusare seri disturbi alla vista che gli preclusero l’attività compositiva e che lo portarono, lentamente, alla cecità.
Ciononostante, la sua attività non si arrestò del tutto. Nel 1951 scrisse un articolo sul “Corriere di Catania” in occasione dei 50 anni dalla morte di Verdi e, nello stesso anno, fece parte del “Comitato d’onore” per le celebrazioni del 150º anniversario della nascita di Vincenzo Bellini. L’anno successivo, il Teatro Bellini di Catania mise in scena la sua Vera, ultimo omaggio tributatogli dalla sua città natale.
Nel 1955 Savasta assunse la direzione onoraria dell’appena costituito Liceo musicale (oggi Conservatorio) "Bellini" di Catania. Nello stesso anno, l’allora Presidente della Repubblica Giovanni Gronchi gli conferì il “Diploma di II classe ai benemeriti della scuola, della cultura e dell’arte”.
Dopo un intervento chirurgico agli occhi, non riuscito, afflitto dalla cecità a cui si aggiunse una preesistente sordità, Savasta morì a Napoli il 2 dicembre del 1959.
Con Savasta, scrisse il suo allievo Alfredo Sangiorgi, si chiudeva «la gloriosa scuola napoletana […] che ebbe didatti quali Zingarelli, Tritto, Durante fino a Martucci, De Nardis, Gennaro Napoli».

## Opere
- Quintetto per pianoforte ed archi nella forma classica, 1891.
- Vera, opera in 2 atti su libretto di G. B. De Seta, 1913.
- Notturno : Per pianoforte Milano: G. Ricordi e C., 1916.
- Scherzo per pianoforte: Op. 51. / Milano: G. Ricordi & C., c1916.
- Galatea, opera in un atto, su libretto di G. De Stefano e G. Villaroel (Catania, T. Massimo, 21 aprile 1920).
- Tre liriche : Canto e pianoforte. N 1. La Mia sera. N 2. Ultimo canto. . N 3. Con gli Angioli - Poesia di G. Pascoli Milano: G. Ricordi e C., 1920.
- Alla Fonte : pezzo caratteristico per pianoforte / Raffaele Izzo, 1920.
- Sinfonia
- Ouverture
- Suite
- Jaufré Rudel, poema sinfonico.
- Danza di colombina, Milano: Ed. Curci, 1951, Tip. La Musica Moderna